# Bahnhof Wien Nussdorf

Der Bahnhof Wien Nussdorf befindet sich im 19. Wiener Gemeindebezirk Döbling im Bezirksteil Nussdorf. Hier treffen die Franz-Josefs-Bahn und die Donauuferbahn aufeinander. Es halten Regionalzüge und S-Bahn-Züge der Linie S40.

## Geschichte
Der Bahnhof Nussdorf wurde gleichzeitig mit der Inbetriebnahme der Franz-Josefs-Bahn auf dem Abschnitt Eggenburg–Wien am 23. Juni 1870 eröffnet. Damals war Nussdorf noch eine eigene Gemeinde. 1878 wurde die Donauuferbahn in den Bahnhof eingebunden und 1889 die Franz-Josefs-Bahn zweigleisig ausgebaut. Von 1898 bis 1918 wurde die Station außerdem von der Wiener Stadtbahn bedient. Das ursprüngliche Aufnahmegebäude wurde 1900 durch einen großzügigen Neubau ersetzt, welcher einen Hausbahnsteig und einen Mittelbahnsteig umfasste. Seither wurde das Äußere des Bahnhofsgebäudes kaum verändert. Am 1. Oktober 1978 wurden die Franz-Josefs-Bahn und die Donauuferbahn elektrifiziert.
Vor dem Haupteingang befindet sich die Station Nussdorf der Straßenbahnlinie D.

## Linien im Verkehrsverbund Ost-Region
Wien Franz-Josefs-Bahnhof – Wien Spittelau – Wien Heiligenstadt – Wien Nussdorf – Klosterneuburg-Kierling – Tulln – Tullnerfeld – Herzogenburg – St. Pölten Hbf
D Absberggasse – Hauptbahnhof Ost – Quartier Belvedere – Kärntner Ring, Oper – Dr.-Karl-Renner-Ring – Schottentor – Franz-Josefs-Bahnhof – Spittelau – Heiligenstadt, 12.-Februar-Platz – Nußdorf – Nußdorf, Beethovengang
N36 Nussdorf – Heiligenstadt, 12.-Februar-Platz – Spittelau – Nußdorfer Straße
400 Heiligenstadt – Nussdorf – Gewerbegebiet – Klosterneuburg-Weidling – Klosterneuburg-Kierling – Maria Gugging

## Galerie

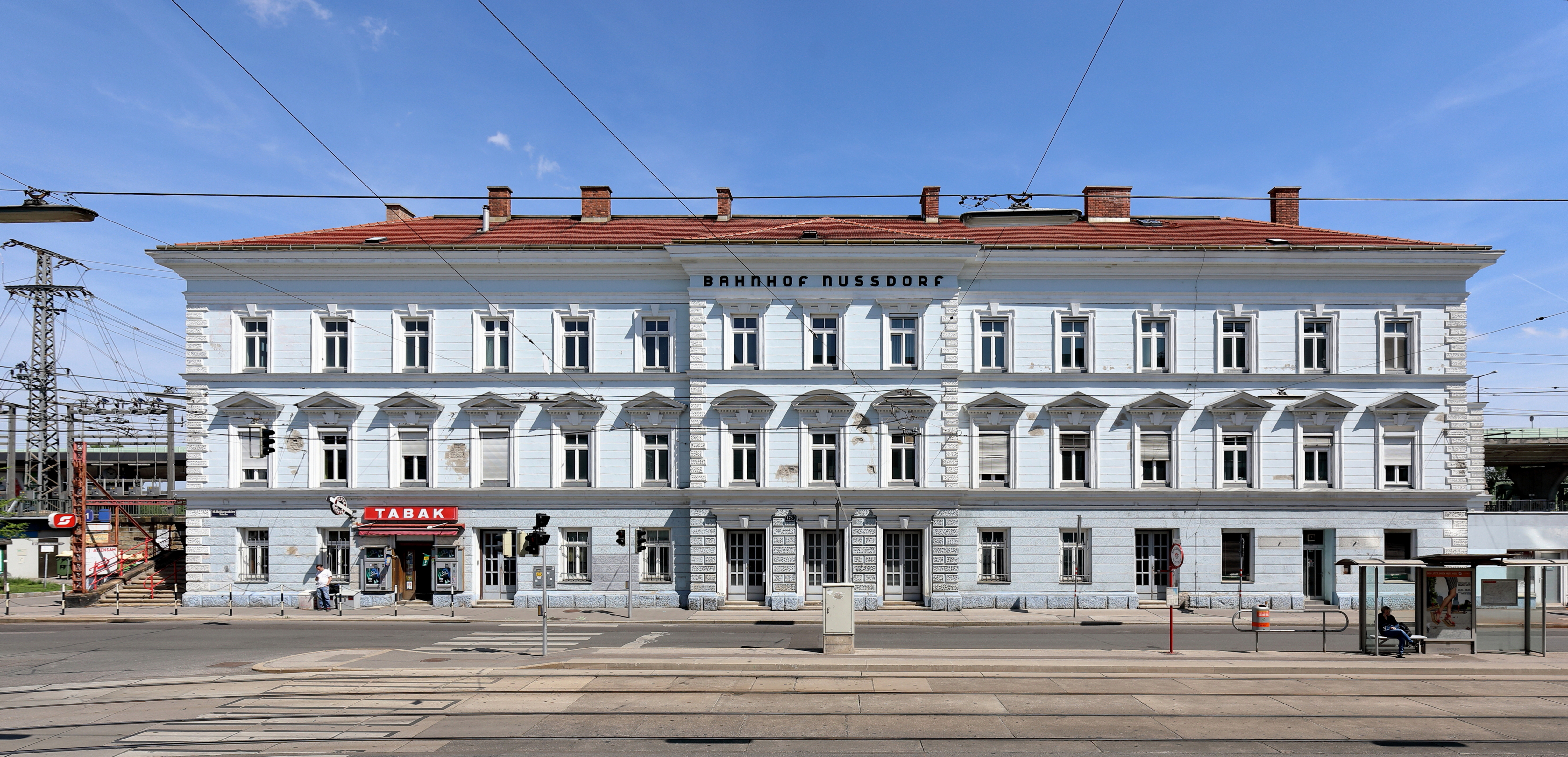
Hauptfassade des Bahnhofgebäudes
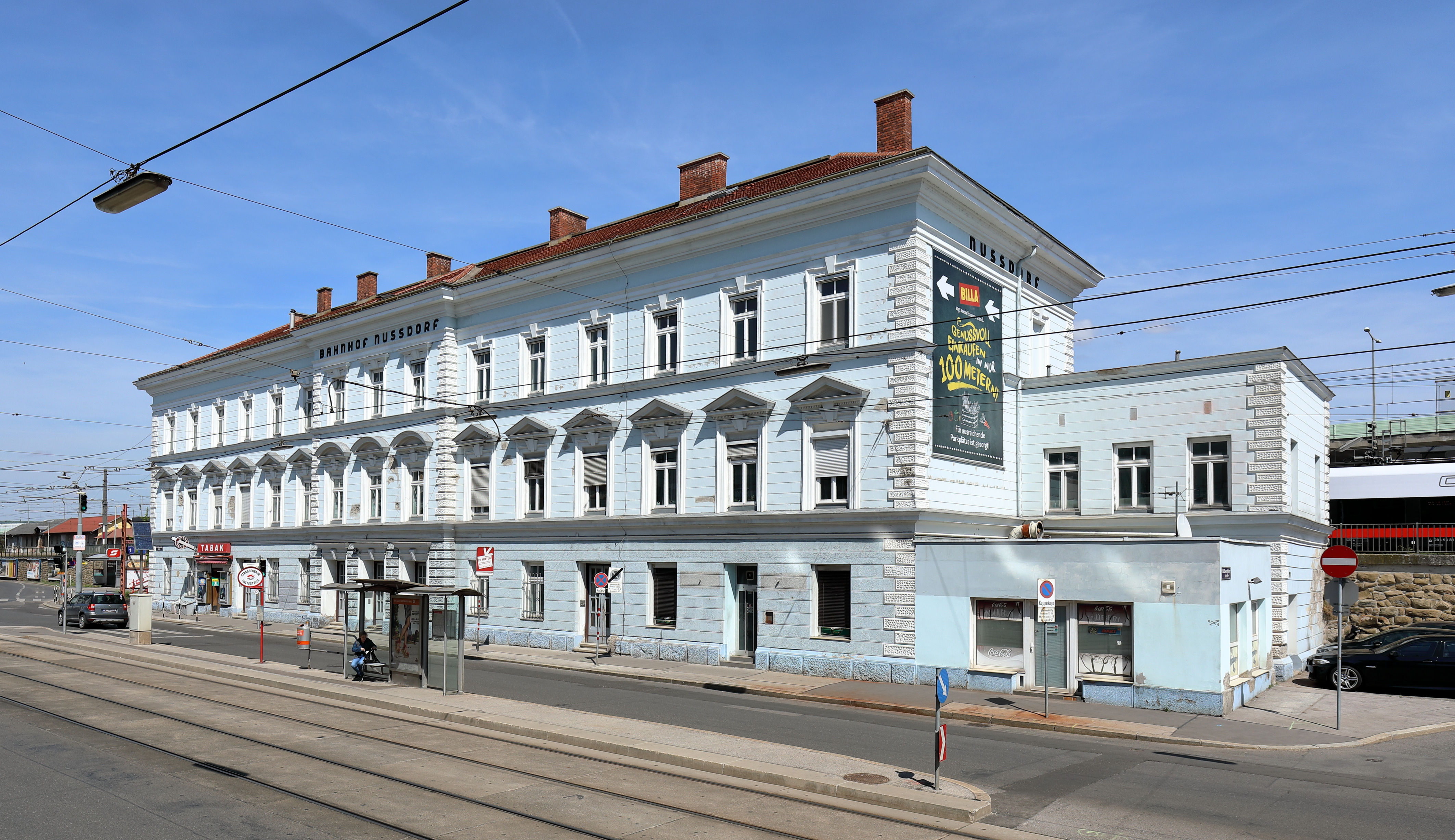
Südwestansicht des Bahnhofgebäudes
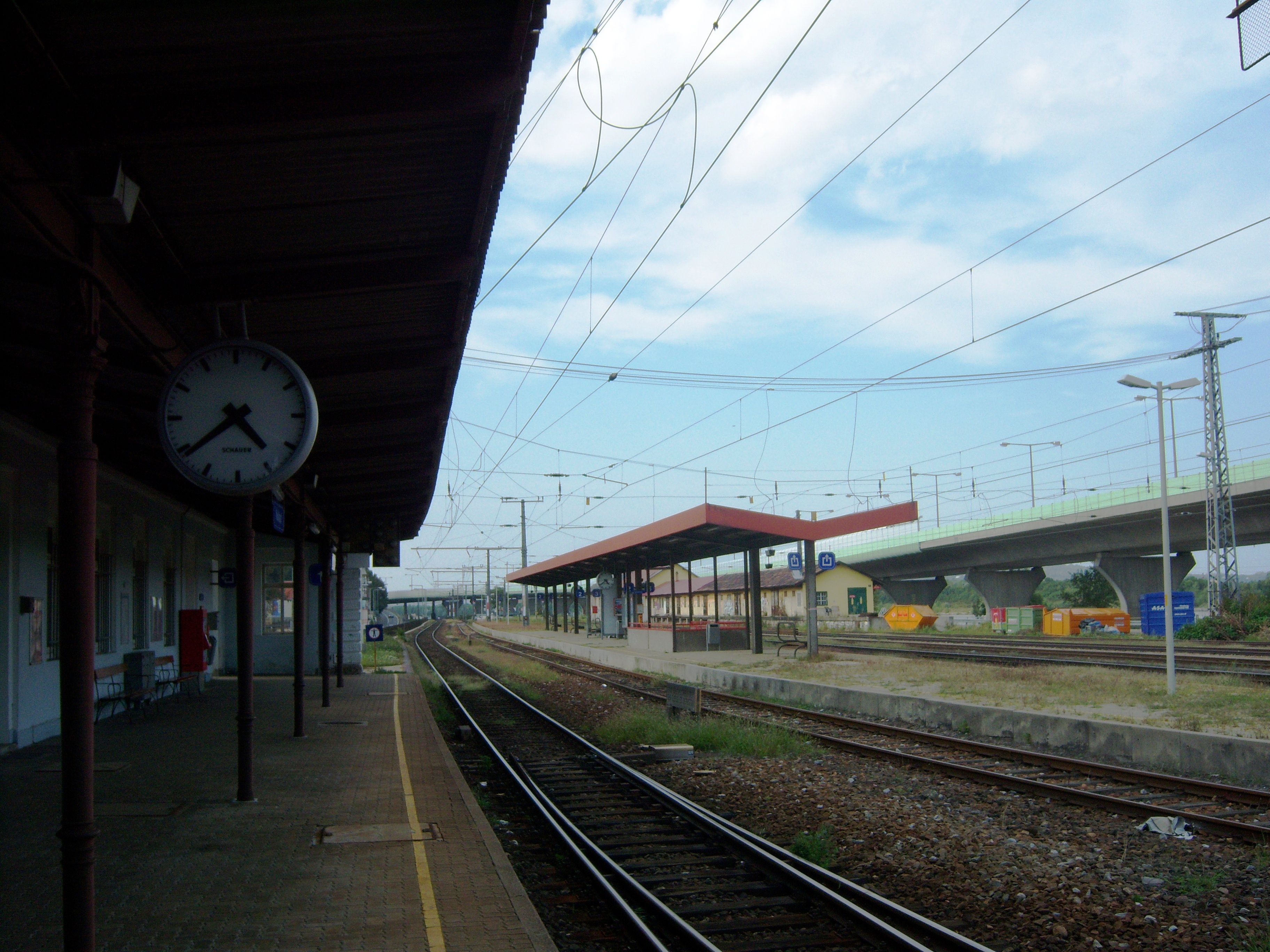
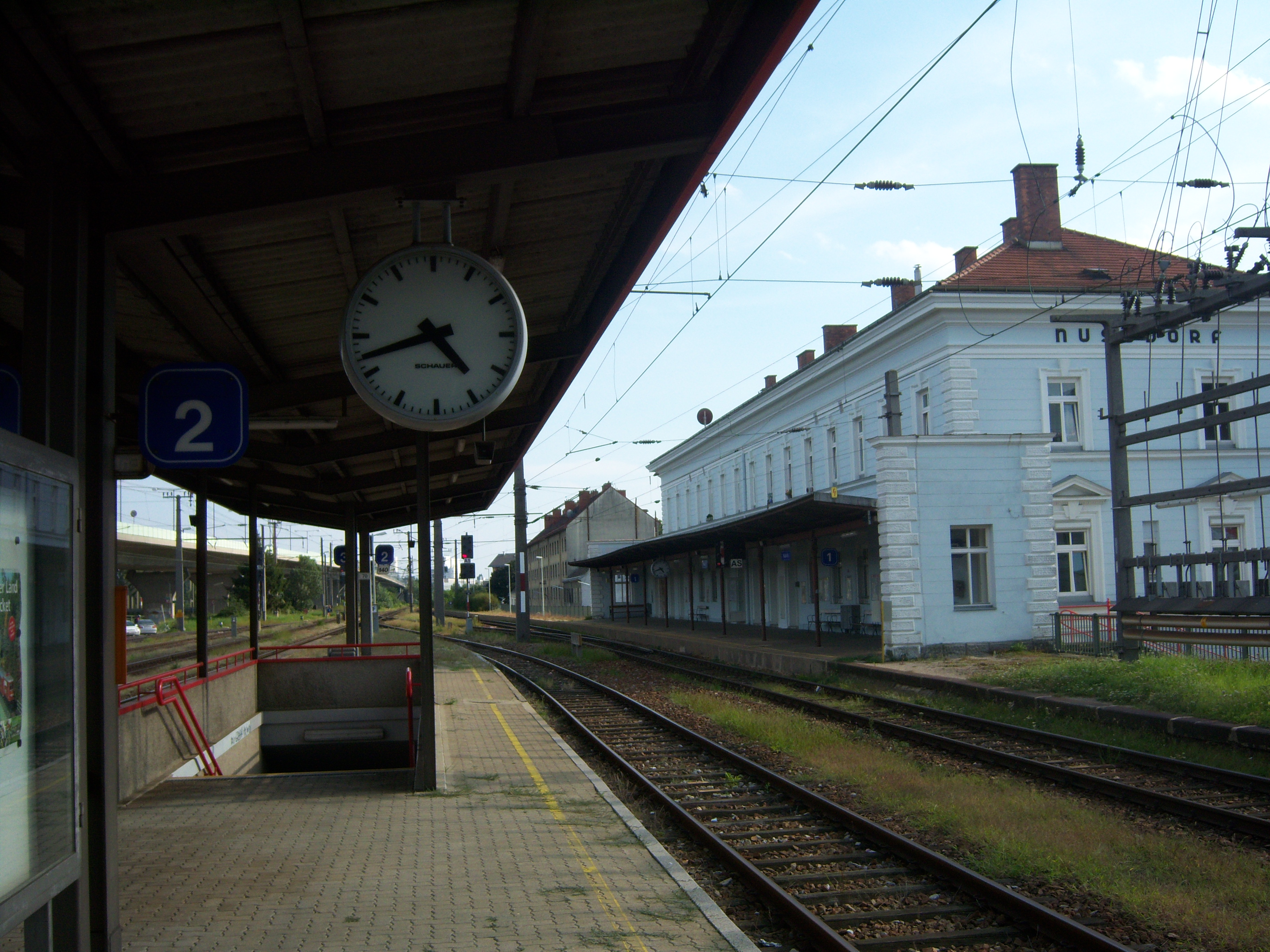